# Microplitis
Microplitis is een geslacht van vliesvleugelige insecten uit de familie van de schildwespen (Braconidae).

## Soorten
- M. abrs Austin & Dangerfield, 1993
- M. adelaidensis Austin & Dangerfield, 1993
- M. aduncus (Ruthe, 1860)
- M. aethiopicus de Saeger, 1944
- M. ajmerensis Rao & Kurian, 1950
- M. alaskensis Ashmead, 1902
- M. albipennis Abdinbekova, 1969
- M. albotibialis Telenga, 1955
- M. amplitergius Xu & He, 2002
- M. aprilae Austin & Dangerfield, 1993
- M. areyongensis Austin & Dangerfield, 1993
- M. ariatus Papp, 1979
- M. atamiensis Ashmead, 1906
- M. autographae Muesebeck, 1922
- M. bamagensis Austin & Dangerfield, 1993
- M. bambusanus de Saeger, 1944
- M. basalis (Bingham, 1906)
- M. basipallescentis Song & Chen, 2008
- M. beyarslani Inanc, 2002
- M. bicoloratus

Microplitis bicoloratus (Chen) Chen, 2004
Microplitis bicoloratus (Xu & He) Xu & He, 2003
- M. blascoe Papp & Shaw, 2001
- M. blascoi Papp & Shaw, 2001
- M. borealis Xu & He, 2000
- M. bradleyi Muesebeck, 1922
- M. brassicae Muesebeck, 1922
- M. brevispina Song & Chen, 2008
- M. capeki Nixon, 1970
- M. carinatus Song & Chen, 2008
- M. carteri Walley, 1932
- M. cebes Nixon, 1970
- M. ceratomiae Riley, 1881
- M. coactus (Lundbeck, 1896)
- M. combinatus (Papp, 1984)
- M. confusus Muesebeck, 1922
- M. congensis de Saeger, 1944
- M. crassiantenna Song & Chen, 2008
- M. crassifemoralis Alexeev, 1971
- M. crenulatus (Provancher, 1888)
- M. croceipes (Cresson, 1872)
- M. cubitellanus Xu & He, 2000
- M. chacoensis (Cameron, 1908)
- M. changbaishanus Song & Chen, 2008
- M. choui Xu & He, 2000
- M. chui Xu & He, 2002
- M. daitojimensis Sonan, 1940
- M. decens Tobias, 1964
- M. decipiens Prell, 1925
- M. demolitor Wilkinson, 1934
- M. deprimator (Fabricius, 1798)
- M. desertus Alexeev, 1977
- M. dipika (Bhatnagar, 1948)
- M. docilis Nixon, 1970
- M. dornator (Papp, 1987)
- M. elegans Timon-David, 1944
- M. eminius (Papp, 1987)
- M. eremitus Reinhard, 1880
- M. erythrogaster Abdinbekova, 1969
- M. espinachi Walker, 2003
- M. excisus Telenga, 1955
- M. feltiae Muesebeck, 1922
- M. figueresi Walker, 2003
- M. flavipalpis (Brulle, 1832)
- M. fordi Nixon, 1970
- M. fraudulentus (Papp, 1984)
- M. fulvicornis (Wesmael, 1837)
- M. galinarius Kotenko, 2007
- M. gidjus Austin & Dangerfield, 1993
- M. gortynae Riley, 1881
- M. goughi Austin & Dangerfield, 1993
- M. helicoverpae Xu & He, 2000
- M. heterocerus (Ruthe, 1860)
- M. hirtifacialis Song & You, 2008
- M. hispalensis Marshall, 1898
- M. hova Granger, 1949
- M. hyalinipennis Alexeev, 1971
- M. hyphantriae Ashmead, 1898
- M. idia Nixon, 1970
- M. impressus (Wesmael, 1837)
- M. improvisus (Papp, 1984)
- M. incurvatus Xu & He, 2002
- M. indicus Marsh, 1978
- M. infula (Kotenko, 1994)
- M. isis de Saeger, 1944
- M. jamesi Austin & Dangerfield, 1993
- M. jiangsuensis Xu & He, 2000
- M. karakurti Rossikov, 1904
- M. kaszabi Papp, 1980
- M. kewleyi Muesebeck, 1922
- M. kurandensis Austin & Dangerfield, 1993
- M. lacteus Austin & Dangerfield, 1993
- M. laticinctus Muesebeck, 1922
- M. latistigmus Muesebeck, 1922
- M. leoniae Niezabitowski, 1910
- M. leucaniae Xu & He, 2002
- M. lineatus Austin & Dangerfield, 1993
- M. longicaudus Muesebeck, 1922
- M. longiradiusis Xu & He, 2003
- M. longwangshanus Xu & He, 2000
- M. lugubris (Ruthe, 1860)
- M. lugubroides van Achterberg, 2006
- M. mahunkai (Papp, 1979)
- M. malimbus (Papp, 1984)
- M. mamestrae Weed, 1887
- M. mandibularis (Thomson, 1895)
- M. manilae Ashmead, 1904
- M. marini Whitfield, 2003
- M. marshallii Kokujev, 1898
- M. masneri Austin & Dangerfield, 1993
- M. maturus Weed, 1888
- M. mediator (Haliday, 1834)
- M. melianae Viereck, 1911
- M. menciana Xu & He, 1999
- M. minutus Alexeev, 1977
- M. moestus (Ratzeburg, 1852)
- M. mongolicus Papp, 1967
- M. montanus Muesebeck, 1922
- M. murrayi Austin & Dangerfield, 1993
- M. naenia Nixon, 1970
- M. necopinatus (Papp, 1984)
- M. newguineaensis Austin & Dangerfield, 1993
- M. nielseni Austin & Dangerfield, 1993
- M. niger de Saeger, 1944
- M. nigrifemur Xu & He, 2006
- M. nigritus Muesebeck, 1922
- M. obscuripennatus Xu & He, 1999
- M. ocellatae (Bouche, 1834)
- M. ochraceus Szepligeti, 1896
- M. pallidipennis Tobias, 1964
- M. pallidipes Szepligeti, 1902
- M. pellucidus Telenga, 1955
- M. perelegans (Bingham, 1906)
- M. pipus Austin & Dangerfield, 1993
- M. plutellae Muesebeck, 1922
- M. prodeniae Rao & Kurian, 1950
- M. pseudomurina Abdinbekova, 1969
- M. pseudomurinus Abdinbekova, 1969
- M. pseudoochraceus Alexeev, 1977
- M. quadridentatus (Provancher, 1886)
- M. quintilis Viereck, 1917
- M. ratzeburgii (Ruthe, 1858)
- M. retentus (Papp, 1984)
- M. rufipes Dutu-Lacatusu, 1961
- M. rufiventris Kokujev, 1914
- M. scrophulariae Szepligeti, 1898
- M. scutellatus Muesebeck, 1922
- M. schmidti Austin & Dangerfield, 1993
- M. semicircularis (Ratzeburg, 1844)
- M. similis Lyle, 1921
- M. sofron Nixon, 1970
- M. sordidus (Ashmead, 1900)
- M. sordipes (Nees, 1834)
- M. spectabilis (Haliday, 1834)
- M. spinolae (Nees, 1834)
- M. spodopterae Rao & Kurian, 1950
- M. stigmaticus (Ratzeburg, 1844)
- M. storeyi Austin & Dangerfield, 1993
- M. strenuus Reinhard, 1880
- M. striatus Muesebeck, 1922
- M. suavis Alexeev, 1971
- M. subsulcatus Granger, 1949
- M. tadzhicus Telenga, 1949
- M. taptor (Papp, 1987)
- M. tasmaniensis Austin & Dangerfield, 1993
- M. taylori Austin & Dangerfield, 1993
- M. teba (Kotenko, 1994)
- M. testaceicornis Niezabitowski, 1910
- M. tobiasi Kotenko, 2007
- M. tristis (Nees, 1834)
- M. tuberculatus (Bouche, 1834)
- M. tuberculifer (Wesmael, 1837)
- M. tunetensis Marshall, 1901
- M. varicolor Viereck, 1917
- M. variicolor Tobias, 1964
- M. varipes (Ruthe, 1860)
- M. vesperus Brues, 1910
- M. viduus (Ruthe, 1860)
- M. vitellipedis Li, Tan & Song, 2009
- M. xanthopus (Ruthe, 1860)
- M. zhaoi Xu & He, 2000